# Bab al-Sudda
Bab al-Sudda ou Bab al-Suda est le nom donné à la façade-portique du palais califal de la cité de Madinat al-Zahra, érigée au Xe siècle par les Omeyyades d'Espagne à 8 km à l'ouest de Cordoue, en Espagne.

## Historique
Érigée à partir de 936 par le calife omeyyade Abd al-Rahman III, la cité califale de Madinat al-Zahra est détruite et pillée en 1010 lors de la première fitna d'al-Andalus, guerre civile entre musulmans qui fait suite à l'abdication en 1009 de Hicham II, dernier calife omeyyade légitime de Cordou, et qui mènera à la désintégration du califat de Cordoue.

## Localisation
La façade-portique du palais califal (appelée « Puerta principal del Alcázar » en espagnol) se dresse dans le secteur nord-est du palais califal, qui occupe la terrasse la plus élevée de Madinat al-Zahra.
Elle est située immédiatement à l'est du Dar al-Wuzara (« Casa de los Visires » (« Maison des Ministres ») ou « Grand salon occidental », anciennement « Dar al-Jund » ou « Casa Militar » (« Maison de l'Armée») et du « Salón Rico », et au nord de la mosquée.

## Architecture
Selon la reconstruction d'Antonio Almagro Corbea, Bab al-Sudda était composée initialement de 14 arcades. Légèrement asymétrique, elle comptait sept arcades à gauche de l'arcade centrale et six seulement à droite.
Aujourd'hui, seules quatre arcades, aux claveaux rouges et blancs, sont visibles après les restaurations du XXe siècle.
L'arcade centrale est composée d'un énorme arc outrepassé (arc en fer à cheval) reposant sur des colonnes à chapiteau de marbre et encadré d'un alfiz.
Les autres arcades sont composées d'un arc cintré surbaissé sur piédroits.